# Trogoni
Trogoni (znanstveno ime Trogoniformes) so red ptic, v katerega uvrščamo eno samo družino - Trogonidae
Red se imenuje tako, ker te ptice za svoja gnezda glodajo luknje v drevesa. Živijo predvsem v tropskih gozdovih in še posebej v Južni Ameriki. Vrsta elegantni trogon (Trogon elegans) ima območje razširjenosti v ZDA v gorah jugovzhodne Arizone.
Predstavniki so vsejedi, prehranjujejo se z različnimi členonožci in plodovi različnih rastlin. Glede na delež različnih virov hrane pa so znotraj skupine precejšnje razlike - v splošnem so večji predstavniki v večji meri sadjejedi, izstopajo predvsem kvecali kot najbolj sadjejedi.